# Bauhinia saccocalyx
Bauhinia saccocalyx är en ärtväxtart som beskrevs av Jean Baptiste Louis Pierre. Bauhinia saccocalyx ingår i släktet Bauhinia och familjen ärtväxter. Inga underarter finns listade i Catalogue of Life.